# 冯丕
馮丕（？—？），北燕太祖馮跋之弟。馮安之子。
太平六年（414年），褚匡与冯跋的堂兄冯买、堂弟冯睹，从长乐郡带领五千多户居民到北燕都城和龙。契丹和库莫奚向北燕投降。冯跋封其首领为归善王。冯跋的弟弟冯丕在高句丽躲避战乱，冯跋召他回国，任命他为仆射，封为常山公。

## 家族
- 长乐冯氏世系图